# SM UB-47
SM UB-47 – niemiecki jednokadłubowy okręt podwodny typu UB II zbudowany w stoczni AG Weser (Werk 249) w Bremie w roku 1916. Zwodowany 17 czerwca 1916 roku, wszedł do służby w Kaiserliche Marine 4 lipca tego roku. Odbył 7 patroli, w czasie których zatopił 20 statków o łącznej pojemności 76 195 BRT, trzy uszkodził (16 967 BRT) oraz zatopił dwa okręty o wyporności 11 450 ton. 30 lipca 1917 roku okręt został odsprzedany Kaiserliche und Königliche Kriegsmarine, w której służył do końca wojny. W służbie w Kaiserliche und Königliche Kriegsmarine zatopił dwa statki o łącznej pojemności 6201 BRT oraz jeden okręt o wyporności 350 ton.

## Budowa
SM UB-47 był dwudziestym siódmym i ostatnim z typu UB II, który był następcą typu UB I. Był średnim jednokadłubowym okrętem przeznaczonym do działań przybrzeżnych, o prostej konstrukcji, długości 36,13 metra, wyporności w zanurzeniu 263 ton, zasięgu 6450 Mm przy prędkości 5 węzłów na powierzchni oraz 45 Mm przy prędkości 4 węzłów w zanurzeniu. W typie II poprawiono i zmodernizowano wiele rozwiązań, które były uważane za wadliwe w typie I. Zwiększono moc silników, pojedynczy wał zastąpiono dwoma.

## Służba

### Służba w Cesarskiej Marynarce Wojennej
4 lipca 1916 roku (w dniu przyjęcia okrętu do służby) dowódcą jednostki został mianowany kapitan marynarki (niem. Kapitänleutnant) Wolfgang Steinbauer, który następnie był dowódcą okrętu SM UB-48. Jednostka rozpoczęła służbę we Flotylli Pola (niem. Deutsche U-Halbflotille Pola), w której składzie pozostawała do 21 lipca 1917 roku.
W czasie swojej służby w Cesarskiej Marynarce Wojennej SM UB-47 odbył 7 patroli, w czasie których zatopił 20 statków o łącznej pojemności 76 195 BRT, trzy uszkodził (16 967 BRT) oraz zatopił dwa okręty o wyporności 11 450 ton. Pierwszym z nich był włoski parowy statek pasażerski „Stampalia” o pojemności 9000 BRT. Statek był zbudowany w 1909 roku w stoczni Cantieri Navali Riuniti w La Spezia. Należący od 1912 roku do La Veloce Navigazione Italiana pływał na trasie transatlantyckiej Genua – Neapol – Palermo – Nowy Jork. Został storpedowany i zatopiony w dniu 17 sierpnia 1916 roku, 30 mil na południe od Matapanu.  
8 września 1916 roku około 50-60 mil na południowy zachód od przylądka Matapan UB-47 zatopił trzy statki. Pierwszym był brytyjski parowiec „Butetown” o pojemności 3789 BRT, który płynął z ładunkiem drobnicowym oraz węgla z Malty do Mudro. Statek został zatopiony na pozycji 36°00′N 21°15′E/36,000000 21,250000. Drugim statkiem był także brytyjski parowiec „Llangorse” (3841 BRT). Zbudowany w 1900 roku w Richardson, Duck & Co. w Stockton, płynął z ładunkiem owsa z Montrealu do Salonik. Został storpedowany i zatonął na pozycji 36°00′N 21°55′E/36,000000 21,916667. Ostatnim zatopionym przez UB-47 w tym dniu statkiem był grecki parowiec „Spetzai” (3841 BRT). Zbudowany w 1891 roku w W. Gray & Co., Ltd. w West Hartlepool statek, który płynął z Cypru do Liverpoolu, został zatopiony na pozycji 36°00′N 21°12′E/36,000000 21,200000. Nikt z załóg trzech zatopionych statków nie zginął.

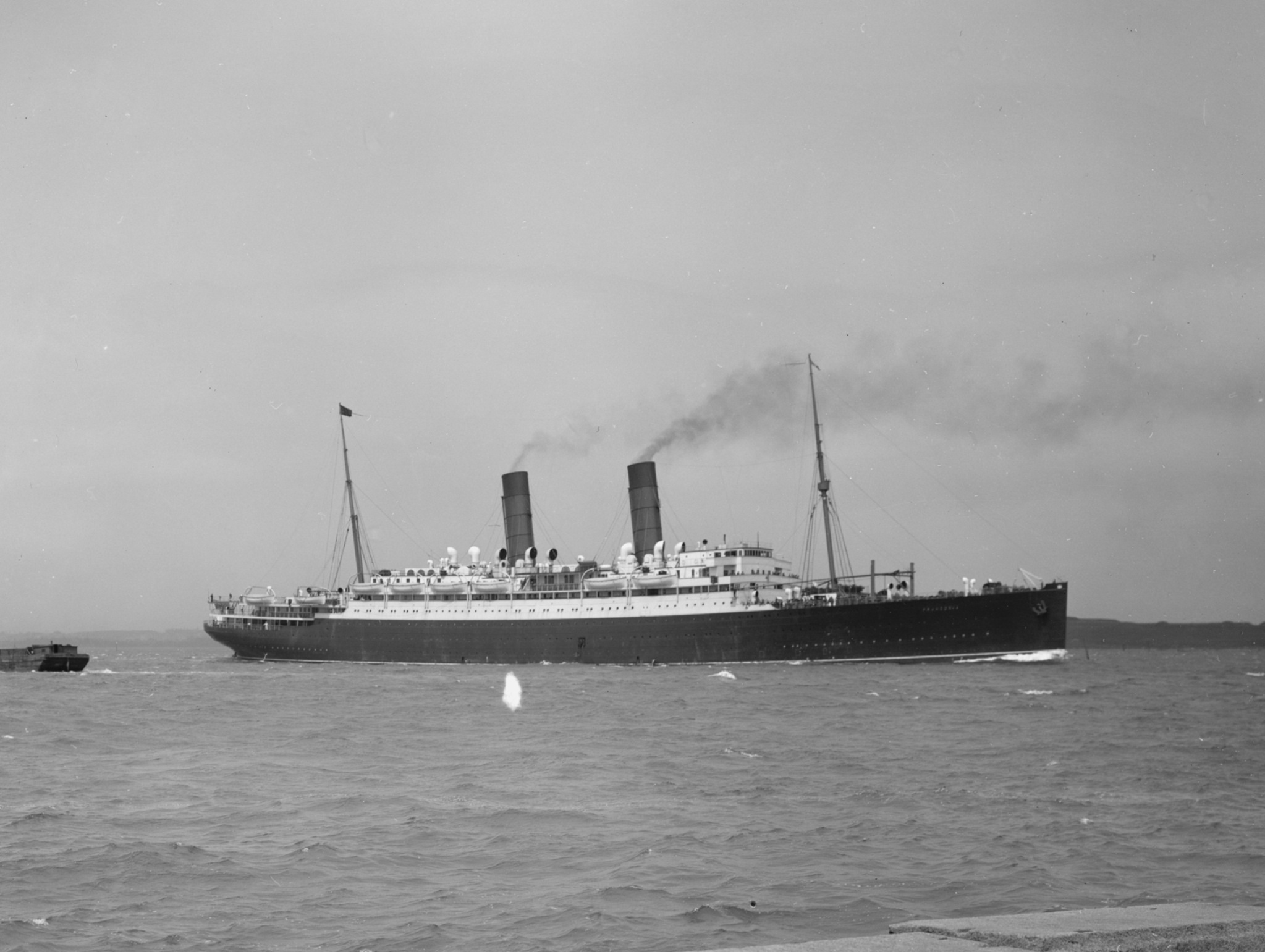
RMS „Franconia”

Największym zatopionym przez UB-47 statkiem był RMS „Franconia”. Zbudowany w 1911 roku jako transatlantyk w Swan, Hunter & Wigham Richardson w Wallsend należał do Cunard Steam-Ship Co. Ltd. z Liverpoolu. W lutym 1915 roku został zaadaptowany przez Royal Navy na transportowiec wojska. 4 października 1916 roku w czasie podróży z Aleksandrii do Marsylii na pozycji 36°00′N 18°30′E/36,000000 18,500000 został storpedowany i zatonął. Z 324 członków załogi 302 zostało uratowanych przez statek szpitalny HMHS „Dover Castle”. 11 października na pozycji 36°11′N 12°53′E/36,183333 12,883333, 60 mil na zachód od Malty, UB-47 storpedował i zatopił brytyjski statek „Crosshill” (5002 BRT). W wyniku ataku śmierć poniosło 4 członków załogi. 12 października 9 mil na południowy wschód od Gozo UB-47 storpedował i uszkodził brytyjski statek „Sebek” (4601 BRT). Zbudowany w 1909 roku w W. Gray & Co. Ltd. w West Hartlepool statek płynął z Liverpoolu do Aleksandrii z ładunkiem drobnicowym. W wyniku ataku statek został uszkodzony i doprowadzony do brzegu wyspy. Po naprawie wrócił do służby. 21 kwietnia 1917 roku został zatopiony przez inny niemiecki okręt podwodny SM U-70. 14 października 1916 roku w okolicach portu w Syrakuzach UB-47 zatrzymał i zatopił pięć włoskich kutrów żaglowych.
27 grudnia na pozycji 36°30′N 23°45′E/36,500000 23,750000 UB-47 storpedował i zatopił należący do Marine nationale przeddrednot „Gaulois” (11 100 ton). Zbudowany w 1896 roku w stoczni Arsenal de Brest pancernik typu Charlemagne, płynął z francuskiej bazy na Korfu do Salonik. W wyniku ataku śmierć poniosło 4 członków załogi. 631 osób zostało uratowanych przez okręty eskorty.

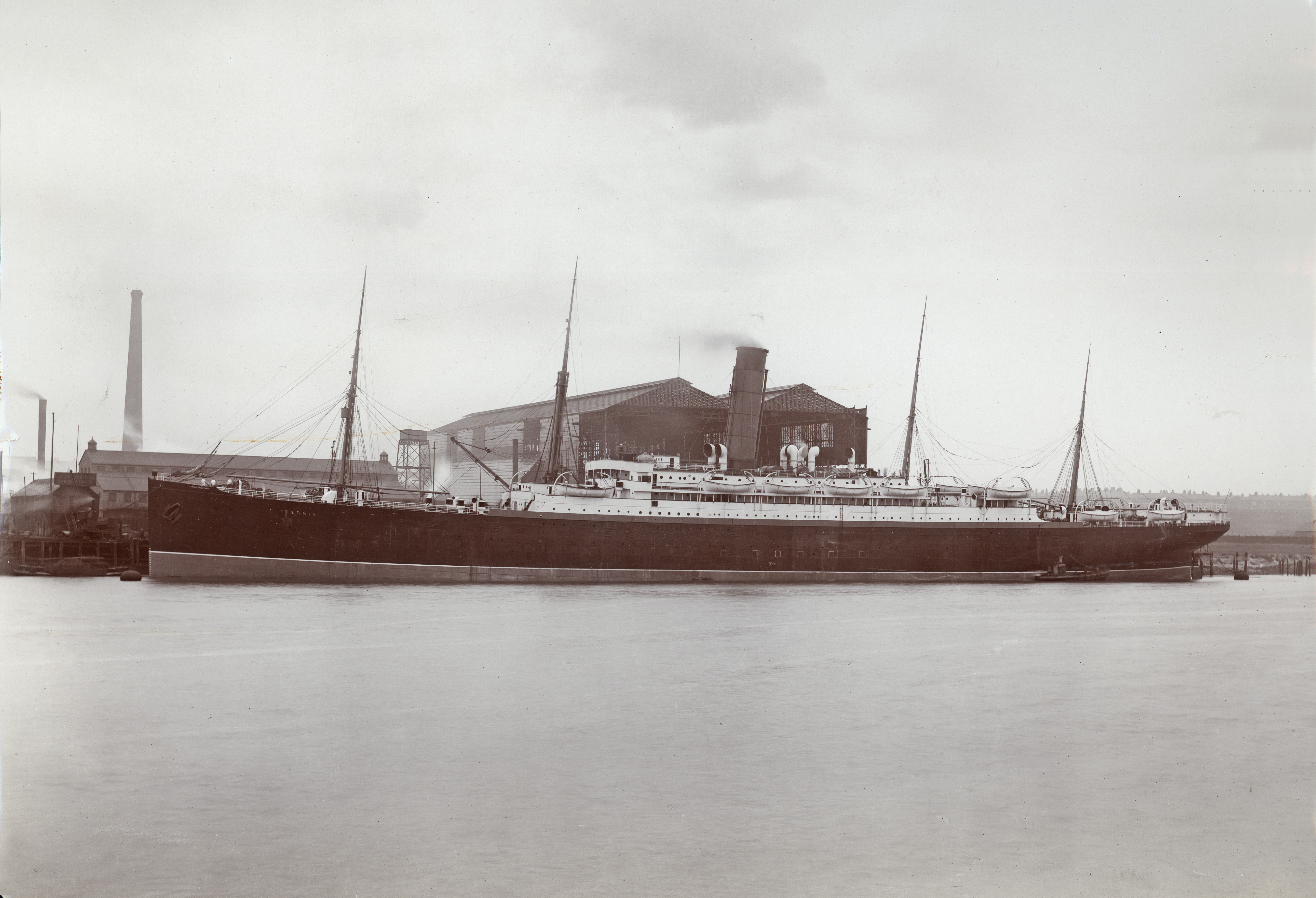
SS „Ivernia” około 1900 roku

1 stycznia 1917 roku na pozycji 35°30′N 22°53′E/35,500000 22,883333 UB-47 zatopił brytyjski transatlantyk „Ivernia” (14 278 BRT). Na należącym do Cunard Line statku, który płynął z Marsylii do Aleksandrii z transportem wojsk brytyjskich, znajdowali się żołnierze m.in. z pułków Argyll and Sutherland Highlanders, Royal Scots Fusiliers, Rifle Brigade (The Prince Consort's Own). W wyniku ataku śmierć poniosło 121 osób – trzech oficerów i 83 żołnierzy oraz chirurg okrętowy, główny inżynier i 34 członków załogi. 3 stycznia na pozycji 35°43′N 22°19′E/35,716667 22,316667 UB-47 storpedował i uszkodził brytyjski statek pasażerski „Huntsend” (8826 BRT), zarekwirowany na potrzeby Royal Navy. 1 marca w zatoce przy mieście Suda na Krecie UB-47 uszkodził zbudowany w 1901 roku w Middlesbrough brytyjski parowiec „Euterpe” (3540 BRT). W wyniku ataku torpedowego śmierć poniosło dwóch członków załogi. 8 marca 52 mile na północ od półwyspu Kyriamadi na Krecie dowodzony przez Wolfganga Steinbauera okręt zatopił brytyjski parowiec „Georgian” (5088 BRT). Był to ostatni zatopiony przez UB-47 pod dowództwem Steinbauera statek. 1 kwietnia 1917 roku nowym dowódcą okrętu został mianowany Hans Hermann Wendlandt. Wendlandt dowodził okrętem do momentu jego przekazania Cesarsko-Królewskiej Marynarce Wojennej w dniu 21 czerwca 1917 roku. Pierwszym statkiem zatopionym przez UB-47 pod dowództwem Hansa Hermanna Wendlandta był grecki parowiec „Livatho” (2922 BRT). Zbudowany w 1891 roku w stoczni Ropner & Son w Stockton statek płynął z Salonik do Stanów Zjednoczonych pod balastem. 8 kwietnia został zatopiony na pozycji 36°24′N 20°56′E/36,400000 20,933333. Tego samego dnia łupem UB-47 padł inny grecki parowiec – zbudowany w 1914 roku „Nestos” (2922 BRT). Statek płynął z ładunkiem zboża z Nowego Jorku do Pireusu. Został zatopiony około 50 mil na południowy zachód od wyspy Sapientza przy południowym brzegu Peloponezu. Trzy dni później 32 mile na południowy zachód od greckiej wyspy Andikitira UB-47 zatopił brytyjski statek handlowy „Cyfarthfa” (3014 BRT), który płynął z ładunkiem drobnicowym z Oranu do Salonik. Nikt z załogi nie zginął, ale kapitan statku dostał się do niemieckiej niewoli. 27 czerwca 1917 roku w czasie kolejnego patrolu UB-47 storpedował i zatopił grecki niszczyciel „Doxa”. Okręt został zamówiony przez Polemiko Naftiko i zbudowany w 1906 roku w niemieckiej stoczni AG Vulcan Stettin. Okręt został przejęty przez Marine nationale i pływał z francuską załogą. Zatonął w Cieśninie Mesyńskiej na pozycji 38°08′N 15°35′E/38,133333 15,583333. Śmierć poniosło 29 z 58 członków załogi. 30 czerwca 1917 roku na wschód od Sycylii UB-47 zatrzymał i zatopił dwa niewielkie włoskie żaglowce. Ostatnim statkiem, jaki zatopił UB-47 w służbie Cesarskiej Marynarce Wojennej, był japoński statek handlowy „Shinsan Maru” (3312 BRT). Statek płynął z ładunkiem zboża z Karaczi do Włoch. Został zatopiony pomiędzy Kretą a Sycylią na pozycji 36°07′N 18°18′E/36,116667 18,300000. 21 czerwca 1917 roku okręt został wycofany ze służby w Cesarskiej Marynarce Wojennej.

### Służba w Cesarsko-Królewskiej Marynarce Wojennej
21 czerwca 1917 roku UB-47 oraz siostrzana jednostka UB-43 zostały sprzedane Kaiserliche und Königliche Kriegsmarine. SM UB-47 w służbie austro-węgierskiej został przemianowany na U-47 i operował na Morzu Śródziemnym oraz Adriatyku. W czasie służby w Cesarsko-Królewskiej Marynarce Wojennej okręt zatopił dwa statki o łącznej pojemności 6201 BRT oraz jeden okręt o wyporności 350 ton. Pierwszym dowódcą jednostki w służbie w Cesarsko-Królewskiej Marynarce Wojennej został mianowany Linienschiffsleutnant Otto Molitor. Pod jego dowództwem U-47 zatopił francuski parowiec „Mica” (998 BRT). Statek płynął z Sajgonu do Aleksandrii, a następnie do Marsylii z ładunkiem ryżu. 12 stycznia 1918 roku został storpedowany 7 mil na zachód od Milos. W wyniku ataku śmierć poniosło 6 marynarzy. 4 kwietnia 1918 roku nowym dowódcą U-47 został Linienschiffsleutnant Reichsfreiherr Hugo von Seyffertitz, który dowodził okrętem do 30 października 1918 roku. Pod jego dowództwem U-47 zatopił dwie jednostki: 10 maja na pozycji 32°24′N 21°48′E/32,400000 21,800000, około 40 mil na północ od wybrzeży Libii, brytyjski parowiec „Itinda” (5203 BRT), 20 września zaś na pozycji 41°39′N 19°25′E/41,650000 19,416667 francuski okręt podwodny „Circé”. W wyniku ataku zginęła prawie cała załoga okrętu. Przeżył i dostał się do niewoli tylko jego kapitan, który wówczas przebywał na mostku. Po zakończeniu działań wojennych okręt został przekazany w ramach reparacji wojennych Francji i zezłomowany w 1920 roku.